# Urszula Radwańska
Ne pas confondre avec Agnieszka Radwańska, sa sœur aînée également joueuse de tennis.
Urszula Radwańska, née le 7 décembre 1990 à Ahaus en Allemagne, est une joueuse de tennis polonaise.
Sa surface de prédilection est la terre battue. Sa sœur aînée, Agnieszka, est aussi une joueuse de tennis professionnelle ; par ailleurs, les sœurs Radwańska sont à ce jour les seules sœurs à avoir toutes deux atteint le rang de no 1 mondiale en junior.
En 2007, elle a décroché quatre titres du Grand Chelem en junior, concluant la saison championne du monde :
- l'Open d'Australie, en double (avec Julia Cohen) ;
- Roland-Garros, en double (avec Ksenia Milevskaya) ;
- Wimbledon, en simple (contre Madison Brengle) et en double (avec Anastasia Pavlyuchenkova).

Elle compte actuellement à son palmarès un titre WTA, remporté en double à l'âge de 16 ans aux côtés de sa sœur Agnieszka. En simple, elle a atteint deux finales sur le circuit principal.

## Carrière tennistique

### En 2007 et 2008
En 2007, Urszula gagne le premier titre de sa carrière professionnelle en double avec sa sœur Agnieszka au tournoi d'Istanbul. Cette année-là, elle est présente dans le tableau principal de trois tournois de la WTA ; elle participe ainsi au 1er tour de l'Open de Varsovie (Tier II), atteint le 2e tour de l'Open du Japon (Tier III) et parvient aux quarts de finale de l'Open de Thaïlande après avoir battu au 2e tour la tête de série no 4, Virginie Razzano.
La jeune Polonaise fait ses débuts dans les tournois du Grand Chelem en 2008 à Wimbledon où elle avance jusqu'au 2e tour ; elle y perd face à Serena Williams sur le score de 6-4, 6-4.

### En 2009
Urszula Radwańska commence sa saison en participant aux Internationaux de Hobart où elle accède au tableau principal après avoir passé avec succès les qualifications ; elle bat la joueuse canadienne Aleksandra Wozniak, tête de série no 6, mais elle est contrainte à l'abandon lors de son match face à Melinda Czink au 2e tour. Au mois de février, elle entre directement dans le tableau principal du tournoi de Pattaya City mais échoue dès le 1er tour face à l'Autrichienne Sybille Bammer, en ayant toutefois remporté le 2e set durant ce match. À Dubaï, issue des qualifications, elle élimine au 1er tour (6-4, 6-3), la tête de série no 9 et 10e joueuse mondiale, une certaine ... Agnieszka Radwańska ! Cependant, souffrante, elle est contrainte à l'abandon lors de son match de 2e tour face à la Française Camille Pin.
En mars, Radwańska obtient une wildcard pour le tableau principal d'Indian Wells où elle impressionne en ralliant les huitièmes de finale après des victoires sur Michelle Larcher de Brito et Alexa Glatch, et surtout sur la tête de série no 6, Svetlana Kuznetsova, qu'elle bat sur le score de 6-2, 4-6, 6-3. Elle est ensuite battue par Caroline Wozniacki. Son parcours durant ce tournoi, l'un des plus importants de la saison, lui permet alors de faire son entrée dans le top 100 pour la première fois depuis le début de sa carrière, se plaçant à la 83e position.
Durant la saison sur gazon en juin, la jeune Polonaise se hisse en quart de finale du tournoi de Birmingham en ayant vaincu notamment au 1er tour Maria Kirilenko ; cela lui permet de continuer son ascension au classement WTA, où elle atteint la 71e place. Elle confirme par la suite son bon début de saison en atteignant les quarts de finale des tournois d'Istanbul et surtout de Los Angeles, où elle bat Dominika Cibulková au deuxième tour. Après une défaite dès le premier tour de l'US Open, elle passe en outre avec succès les qualifications de l'Open de Tokyo et de l'Open de Chine (deux tournois de premier plan), multipliant ainsi les apparitions en tableaux principaux.

### En 2010
Urszula Radwańska commence la saison 2010 en jouant les qualifications du tournoi de Sydney, où elle échoue au dernier tour face à l'Américaine Jill Craybas. Elle hérite ensuite d'un premier tour difficile à l'Open d'Australie, où elle est battue par la no 1 mondiale Serena Williams (6-2, 6-1). La Polonaise doit alors faire face à une blessure au dos qui la tient éloignée des courts pendant plusieurs mois. Elle fait son retour au mois d'août à l'US Open et s'incline au deuxième tour contre Lourdes Domínguez Lino.

### En 2011
En août 2011, Radwańska participe pour la troisième fois à l'US Open, où elle rencontre sa sœur Agnieszka contre qui elle chute dès le premier tour (6-2, 6-3). En sept participations en Grand Chelem, Urszula n'est jamais parvenue à passer un deuxième tour.
En septembre 2011, elle atteint les demi-finales de Tachkent où elle s'incline 6-2, 6-4 contre la Russe Ksenia Pervak.

## Palmarès

### Titre en simple dames
Aucun

### Finales en simple dames
| No | Date       | Nom et lieu du tournoi   | Catégorie | Dotation  | Surface      | Vainqueure     | Score    |          |
| -- | ---------- | ------------------------ | --------- | --------- | ------------ | -------------- | -------- | -------- |
| 1  | 18-06-2012 | Unicef Open, Bois-le-Duc | Intern'l  | 220 000 $ | Gazon (ext.) | Nadia Petrova  | 6-4, 6-3 | Parcours |
| 2  | 20-07-2015 | Istanbul Cup, Istanbul   | Intern'l  | 250 000 $ | Dur (ext.)   | Lesia Tsurenko | 7-5, 6-1 | Parcours |

### Titre en double dames
| No | Date       | Nom et lieu du tournoi | Catégorie | Dotation  | Surface      | Partenaire          | Finalistes                | Score    |          |
| -- | ---------- | ---------------------- | --------- | --------- | ------------ | ------------------- | ------------------------- | -------- | -------- |
| 1  | 21-05-2007 | Istanbul Cup Istanbul  | Tier III  | 200 000 $ | Terre (ext.) | Agnieszka Radwańska | Chan Yung-jan Sania Mirza | 6-1, 6-3 | Parcours |

### Finale en double dames
Aucune

## Parcours en Grand Chelem

### En simple dames
| Année | Open d'Australie                                   | Open d'Australie | Internationaux de France                         | Internationaux de France                              | Wimbledon                                            | Wimbledon                                     | US Open                                             | US Open           |
| ----- | -------------------------------------------------- | ---------------- | ------------------------------------------------ | ----------------------------------------------------- | ---------------------------------------------------- | --------------------------------------------- | --------------------------------------------------- | ----------------- |
| 2008  | -                                                  | -                | -                                                | -                                                     | 2e tour (1/32)                                       | Serena Williams                               | -                                                   | -                 |
| 2009  | -                                                  | -                | 1er tour (1/64)                                  | Yanina Wickmayer                                      | 2e tour (1/32)                                       | Dominika Cibulková                            | 1er tour (1/64)                                     | Kristina Barrois  |
| 2010  | 1er tour (1/64)                                    | Serena Williams  | -                                                | -                                                     | -                                                    | -                                             | 2e tour (1/32)                                      | L. Domínguez Lino |
| 2011  | -                                                  | -                | Q1 \|\| style="text-align:left" \| Mandy Minella | Q1 \|\| style="text-align:left" \| Aleksandra Wozniak | 1er tour (1/64)                                      | Agnieszka Radwańska                           |                                                     |                   |
| 2012  | 2e tour (1/32)                                     | Sorana Cîrstea   | 2e tour (1/32)                                   | Petra Kvitová                                         | 1er tour (1/64)                                      | Marina Erakovic                               | 1er tour (1/64)                                     | Roberta Vinci     |
| 2013  | 1er tour (1/64)                                    | Jamie Hampton    | 2e tour (1/32)                                   | Dinah Pfizenmaier                                     | 2e tour (1/32)                                       | Alison Riske                                  | 2e tour (1/32)                                      | Sloane Stephens   |
| 2014  | -                                                  | -                | 1er tour (1/64)                                  | Magdaléna Rybáriková                                  | 1er tour (1/64)                                      | Angelique Kerber                              | Q2 \|\| style="text-align:left" \| Richèl Hogenkamp |                   |
| 2015  | 1er tour (1/64)                                    | Zarina Diyas     | Q1 \|\| style="text-align:left" \| Chan Yung-jan | 2e tour (1/32)                                        | Samantha Stosur                                      | 1er tour (1/64)                               | Magda Linette                                       |                   |
| 2016  | 1er tour (1/64)                                    | Ana Konjuh       | -                                                | -                                                     | Q2 \|\| style="text-align:left" \| Marina Erakovic   | Q1 \|\| style="text-align:left" \| Eri Hozumi |                                                     |                   |
|       |                                                    |                  |                                                  |                                                       |                                                      |                                               |                                                     |                   |
| 2020  | Q1 \|\| style="text-align:left" \| Johanna Larsson | —                | —                                                | —                                                     | —                                                    | —                                             | —                                                   |                   |
| 2021  | —                                                  | —                | Q1 \|\| style="text-align:left" \| Greet Minnen  | Q3 \|\| style="text-align:left" \| Danielle Lao       | Q2 \|\| style="text-align:left" \| Federica Di Sarra |                                               |                                                     |                   |
| 2022  | Q1 \|\| style="text-align:left" \| Indy de Vroome  | —                | —                                                | —                                                     | —                                                    | —                                             | —                                                   |                   |

À droite du résultat, l’ultime adversaire.

### En double dames
| Année | Open d'Australie            | Open d'Australie           | Internationaux de France     | Internationaux de France | Wimbledon                    | Wimbledon            | US Open                      | US Open                  |
| ----- | --------------------------- | -------------------------- | ---------------------------- | ------------------------ | ---------------------------- | -------------------- | ---------------------------- | ------------------------ |
| 2008  | -                           | -                          | 1er tour (1/32) A. Radwańska | A. Medina V. Ruano       | -                            | -                    | 1er tour (1/32) A. Radwańska | Yan Z. Zheng J.          |
| 2009  | 2e tour (1/16) A. Radwańska | S. Stosur R. Stubbs        | 1/4 de finale A. Radwańska   | Hsieh Su-Wei Peng S.     | 1er tour (1/32) A. Radwańska | B. Mattek N. Petrova | 1er tour (1/32) A. Radwańska | İpek Şenoğlu Y. Shvedova |
| 2010  | 1er tour (1/32) A. Brianti  | A. Kleybanova F. Schiavone | -                            | -                        | -                            | -                    | 1er tour (1/32) A. Brianti   | C. Black An. Rodionova   |
| 2011  | -                           | -                          | -                            | -                        | 2e tour (1/16) Ar. Rodionova | L. Huber L. Raymond  | -                            | -                        |
| 2012  | 2e tour (1/16) K. Jans      | M. Kirilenko N. Petrova    | 1er tour (1/32) P. Hercog    | Chuang C.J. V. Dushevina | 3e tour (1/8) A. Radwańska   | S. errani R. Vinci   | -                            | -                        |

Sous le résultat, la partenaire ; à droite, l’ultime équipe adverse.

## Parcours en «Premier Mandatory» et «Premier 5»
Découlant d'une réforme du circuit WTA inaugurée en 2009, les tournois WTA « Premier Mandatory » et « Premier 5 » constituent les catégories d'épreuves les plus prestigieuses, après les quatre levées du Grand Chelem.

### En simple dames
| Année |              | Premier Mandatory           | Premier Mandatory             | Premier Mandatory         | Premier Mandatory           |       | Premier 5 | Premier 5                   | Premier 5                  | Premier 5                   | Premier 5                 | Premier 5 | Premier 5                     |
| Année | Indian Wells | Miami                       | Madrid                        | Pékin                     |                             | Dubaï | Rome      | Canada                      | Cincinnati                 |                             | Tokyo                     |           |                               |
| Année | Indian Wells | Miami                       | Madrid                        | Pékin                     |                             | Doha  | Rome      | Canada                      | Cincinnati                 |                             | Wuhan                     |           |                               |
| Année | Indian Wells | Miami                       | Madrid                        | Pékin                     |                             |       | Rome      | Canada                      | Cincinnati                 |                             |                           |           |                               |
| 2009  |              | 4e tour (1/8) C. Wozniacki  | 1er tour (1/64) Li N.         |                           | 1er tour (1/32) P. Schnyder |       |           | 2e tour (1/16) C. Pin       |                            |                             | 1er tour (1/32) A. Szávay |           | 1er tour (1/32) M. Rybáriková |
| 2011  |              | 3e tour (1/16) V. Azarenka  | 1er tour (1/64) S. Halep      |                           |                             |       |           |                             |                            |                             |                           |           | 1er tour (1/32) K. Zakopalová |
| 2012  |              | 1er tour (1/64) M. Krajicek | 1er tour (1/64) K. Bondarenko |                           | 1er tour (1/32) R. Oprandi  |       |           | 1er tour (1/32) L. Šafářová |                            | 1er tour (1/32) E. Makarova | 3e tour (1/8) S. Williams |           | 3e tour (1/8) A. Kerber       |
| 2013  |              | 4e tour (1/8) V. Azarenka   | 2e tour (1/32) A. Ivanović    | 1er tour (1/32) S. Errani | 2e tour (1/16) M. Kirilenko |       |           | 3e tour (1/8) S. Williams   | 2e tour (1/16) A. Morita   | 1er tour (1/32) F. Pennetta |                           |           | 1er tour (1/32) D. Cibulková  |
| 2014  |              | 1er tour (1/64) A. Wozniak  | 1er tour (1/64) N. Petrova    |                           |                             |       |           |                             |                            |                             |                           |           |                               |
| 2015  |              |                             | 2e tour (1/32) V. Williams    |                           |                             |       |           |                             | 1er tour (1/32) I.-C. Begu |                             |                           |           |                               |

Sous le résultat, l’ultime adversaire.

### En double dames
| Année | Premier Mandatory | Premier Mandatory | Premier Mandatory | Premier Mandatory | Premier Mandatory | Premier Mandatory        | Premier Mandatory | Premier Mandatory         | Premier 5 | Premier 5                  | Premier 5 | Premier 5 | Premier 5 | Premier 5                  | Premier 5                | Premier 5 | Premier 5  | Premier 5  | Premier 5 | Premier 5 | Premier 5 | Premier 5 |
| Année | Indian Wells      | Indian Wells      | Miami             | Miami             | Madrid            | Madrid                   | Pékin             | Pékin                     | Dubaï     | Dubaï                      | Doha      | Doha      | Rome      | Rome                       | Canada                   | Canada    | Cincinnati | Cincinnati | Tokyo     | Tokyo     | Wuhan     | Wuhan     |
| ----- | ----------------- | ----------------- | ----------------- | ----------------- | ----------------- | ------------------------ | ----------------- | ------------------------- | --------- | -------------------------- | --------- | --------- | --------- | -------------------------- | ------------------------ | --------- | ---------- | ---------- | --------- | --------- | --------- | --------- |
| 2009  |                   |                   |                   |                   |                   |                          |                   |                           |           |                            |           |           |           |                            |                          |           |            |            |           |           |           |           |
| —     | —                 | —                 | —                 | —                 | —                 | 1er tour (1/16) M. Czink | Yan Zheng J.      | 1er tour (1/16) S. Vögele | Forfait   |                            |           | —         | —         | —                          | —                        | —         | —          | —          | —         |           |           |           |
| 2011  |                   |                   |                   |                   |                   |                          |                   |                           |           |                            |           |           |           |                            |                          |           |            |            |           |           |           |           |
| —     | —                 | —                 | —                 | —                 | —                 | —                        | —                 | —                         | —         |                            |           | —         | —         | 1er tour (1/16) A. Brianti | V. Dushevina L. Hradecká | —         | —          | —          | —         |           |           |           |
| 2012  |                   |                   |                   |                   |                   |                          |                   |                           |           |                            |           |           |           |                            |                          |           |            |            |           |           |           |           |
| —     | —                 | —                 | —                 | —                 | —                 | —                        | —                 |                           |           | 1er tour (1/16) O. Savchuk | Forfait   | —         | —         | —                          | —                        | —         | —          | —          | —         |           |           |           |

N.B. : le nom de la partenaire se trouve sous le résultat ; le nom des ultimes adversaires se trouve à droite.

## Parcours aux Jeux olympiques

### En simple dames
| # | Date       | Nom de l'olympiade             | Surface      | Résultat       | Ultime adversaire | Score    |          |
| - | ---------- | ------------------------------ | ------------ | -------------- | ----------------- | -------- | -------- |
| 1 | 28/07/2012 | Olympic Tennis Event Wimbledon | Gazon (ext.) | 2e tour (1/16) | Serena Williams   | 6-2, 6-3 | Parcours |

### En double dames
| # | Date       | Nom de l'olympiade             | Surface      | Résultat      | Partenaire          | Ultimes adversaires       | Score     |          |
| - | ---------- | ------------------------------ | ------------ | ------------- | ------------------- | ------------------------- | --------- | -------- |
| 1 | 28/07/2012 | Olympic Tennis Event Wimbledon | Gazon (ext.) | 2e tour (1/8) | Agnieszka Radwańska | Liezel Huber Lisa Raymond | 6-4, 7-63 | Parcours |

## Parcours en Fed Cup
| #                                                               | Date       | Lieu         | Surface      | Gagnante(s)       | Perdante(s)         | Score         |          |
|                                                                 |            |              |              |                   |                     |               |          |
| 2009 - Barrage (groupe mondial II) - Pologne - Japon - 3 : 2    |            |              |              |                   |                     |               |          |
| 1                                                               | 25/04/2009 | Gdynia       | Terre (ext.) | Ai Sugiyama       | Urszula Radwańska   | 6-3, 6-1      | Parcours |
| 1                                                               | 25/04/2009 | Gdynia       | Terre (ext.) | Ayumi Morita      | Urszula Radwańska   | 6-2, 6-4      | Parcours |
|                                                                 |            |              |              |                   |                     |               |          |
| 2013 - Barrage (groupe mondial II) - Belgique - Pologne - 1 : 4 |            |              |              |                   |                     |               |          |
| 2                                                               | 20/04/2013 | Coxyde       | Dur (int.)   | Kirsten Flipkens  | Urszula Radwańska   | 6-4, 6-3      | Parcours |
| 2                                                               | 20/04/2013 | Coxyde       | Dur (int.)   | Urszula Radwańska | Alison Van Uytvanck | 6-1, 6-4      | Parcours |
|                                                                 |            |              |              |                   |                     |               |          |
| 2014 - Barrage (groupe mondial I) - Espagne - Pologne - 2 : 3   |            |              |              |                   |                     |               |          |
| 3                                                               | 19/04/2014 | Barcelone    | Terre (ext.) | M. T. Torró Flor  | Urszula Radwańska   | 4-6, 6-0, 6-1 | Parcours |
| 3                                                               | 19/04/2014 | Barcelone    | Terre (ext.) | Sílvia Soler      | Urszula Radwańska   | 6-1, 6-3      | Parcours |
|                                                                 |            |              |              |                   |                     |               |          |
| 2015 - 1er tour (groupe mondial) - Pologne - Russie - 0 : 4     |            |              |              |                   |                     |               |          |
| 4                                                               | 07/02/2015 | Cracovie     | Dur (int.)   | Maria Sharapova   | Urszula Radwańska   | 6-0, 6-3      | Parcours |
| 4                                                               | 07/02/2015 | Cracovie     | Dur (int.)   | Urszula Radwańska | Svetlana Kuznetsova | Non disputé   | Parcours |
|                                                                 |            |              |              |                   |                     |               |          |
| 2015 - Barrage (groupe mondial I) - Pologne - Suisse - 2 : 3    |            |              |              |                   |                     |               |          |
| 5                                                               | 18/04/2015 | Zielona Góra | Dur (int.)   | Timea Bacsinszky  | Urszula Radwańska   | 6-2, 6-1      | Parcours |
| 5                                                               | 18/04/2015 | Zielona Góra | Dur (int.)   | Urszula Radwańska | Martina Hingis      | 4-6, 7-5, 6-1 | Parcours |

## Classements WTA en fin de saison
| Année          | 2005 | 2006 | 2007 | 2008 | 2009 | 2010 | 2011 | 2012 | 2013 | 2014 | 2015 | 2016 | 2017 | 2018 | 2019 | 2020 | 2021 | 2022 | 2023 | 2024 |
| Rang en simple | 1025 | 310  | 288  | 127  | 66   | 191  | 109  | 31   | 43   | 180  | 95   | 260  | 524  | 330  | 257  | 286  | 210  | 420  | 450  | 524  |
| Rang en double | 305  | 251  | 154  | 112  | 88   | 239  | 106  | 99   | –    | –    | –    | –    | –    | –    | –    | –    | 806  | –    | 597  | 662  |

Source : (en) Classements de Urszula Radwańska sur le site officiel de la Fédération internationale de tennis

## Records et statistiques

### Victoires face aux joueuses du top 20
- Open de Dubaï 2009 (Premier) - 1er tour : U. Radwańska bat  Agnieszka Radwańska (10e) 6-4, 6-3
- Tournoi de tennis d'Indian Wells (WTA 2009) (Premier Mandatory) - 2e tour : U. Radwańska bat  Svetlana Kuznetsova (8e) 6-2, 4-6, 6-3
- Tournoi de tennis de Los Angeles (WTA 2009) (Premier) - 2e tour : U. Radwańska bat  Dominika Cibulková (16e) 6-4, 6-7, 6-4
- Tournoi de tennis de Bruxelles (WTA 2012) (Premier) - 2e tour : U. Radwańska bat  Marion Bartoli (8e) 6-4, 6-2
- Tournoi de tennis de Birmingham (WTA 2012) (International) - 2e tour : U. Radwańska bat  Sabine Lisicki (15e) 6-3, 6-4
- Open de Bois-le-Duc 2012 (International) - 2e tour : U. Radwańska bat  Flavia Pennetta (17e) 6-1, 6-1